# Championnats d'Asie de BMX 2022
Navigation
Édition précédente Édition suivante
Les championnats d'Asie de BMX 2022 ont lieu le 20 août 2022 à Negeri Sembilan en Malaisie.

## Podiums
| Épreuves               | Or               | Argent                     | Bronze                       |
| ---------------------- | ---------------- | -------------------------- | ---------------------------- |
| Épreuves masculines    |                  |                            |                              |
| Élites hommes          | Komet Sukprasert | I Gusti Bagus Saputra      | Yussi Wakhidur Rizal         |
| Moins de 23 ans hommes | Ryo Shimada      | Fasya Ahsana Rifki         | Amer Akbar Anuar             |
| Juniors hommes         | Hyoga Kiuchi     | Muhammad Ibnu Rusyid Aulia | Bawornpith Nilsonthi         |
| Épreuves féminines     |                  |                            |                              |
| Élites femmes          | Kanami Tanno     | Amellya Nur Sifa           | Chutikan Kitwanitsathian     |
| Moins de 23 ans femmes | Jui Yabuta       | Kim Tae-young              | Eddyna Nasuhar Zainal Abidin |
| Juniors femmes         | Neneka Nishimura | Jasmine Az-Zahra Setyobudi | Seoyeon Yoon                 |